# Endless Game (嵐の曲)
『Endless Game』（エンドレス ゲーム）は、日本の男性アイドルグループ・嵐の通算41枚目となるシングル。2013年5月29日にジェイ・ストームから発売された。

## 概要
初回限定盤と通常盤の2種類でリリースされ、初回限定盤には「Endless Game」のビデオ・クリップを収録したDVDと、全16ページの歌詞ブックレットが封入された。

## メディアでの使用
「Endless Game」はメンバーの櫻井翔主演のフジテレビ系水10ドラマ『家族ゲーム』の主題歌。

## チャート成績
初週47.8万枚を売り上げ、2013年6月10日付オリコン週間シングルランキングで初登場で1位を獲得した。シングルの1位獲得は『PIKA★★NCHI DOUBLE』から30作連続通算37作目となり、B'z、KinKi Kids、Mr.Childrenに次いで史上4組目となる30作連続1位を達成したほか、通算1位獲得数でB'zに次ぎ浜崎あゆみと並ぶ歴代2位タイを記録した。
累計55万枚を売り上げ、オリコン年間ランキングで10位を獲得した。

## 収録曲

### CD

#### 通常盤
1. Endless Game［3:56］
作詞：100+
作曲：Chris Janey, Dyce Taylor
編曲：2H, Chris Janey
  - 櫻井翔主演 フジテレビ系ドラマ『家族ゲーム』主題歌
2. Intergalactic［4:50］
作詞：Octobar
作曲：Stephan Elfgren, eltvo
編曲：Stephan Elfgren
3. モノクロ［4:14］
作詞：みうらともかず
作曲：GK
編曲：GK, 佐々木博史
4. Endless Game（オリジナル・カラオケ）
5. Intergalactic（オリジナル・カラオケ）
6. モノクロ（オリジナル・カラオケ）

#### 初回限定盤
1. Endless Game
2. Magic hour［4:02］
作詞：s-Tnk
作曲：HJ & Co, Ryumei Odagi
編曲：吉岡たく
3. Magic hour（オリジナル・カラオケ）

### DVD
※初回限定盤のみ
1. 「Endless Game」ビデオ・クリップ

## 収録アルバム
- LOVE（#1）
- 5×20 All the BEST!! 1999-2019（#1）
- ウラ嵐BEST 2012-2015（初回限定盤#2, 通常盤#2, 3）

## 映像作品
Endless Game
- ARASHI アラフェス'13 NATIONAL STADIUM 2013
- ARASHI Live Tour 2013 “LOVE”
- ARASHI BLAST in Miyagi

Intergalactic
- ARASHI Live Tour 2013 “LOVE”

モノクロ
- ARASHI Live Tour 2013 “LOVE”